# Liste der brasilianischen Botschafter in Japan
Die Botschaft befindet sich in 2-11-12 Kita Aoyama, Minato-ku, Tokio.
| Ernannt       | Name                                         | Bemerkungen                                                                  | ernannt während der Regierung von    | akkreditiert während der Regierung von | Posten verlassen |
| ------------- | -------------------------------------------- | ---------------------------------------------------------------------------- | ------------------------------------ | -------------------------------------- | ---------------- |
| 15. Sep. 1897 | Henrique Carlos Ribeiro Lisboa               | Gesandter (* 14. Juli 1849; † 8. Juli 1920)                                  | Prudente Jose de Morais e Barros     | Matsukata Masayoshi                    | 22. Apr. 1899    |
| 5. Juli 1901  | Manuel de Oliveira Lima                      | Geschäftsträger (* 25. Dezember 1867; † 24. März 1928)                       | Manuel Ferraz de Campos Sales        | Katsura Tarō                           | 16. Feb. 1903    |
| 16. Feb. 1903 | Manuel de Oliveira Lima                      |                                                                              | Francisco de Paula Rodrigues Alves   | Katsura Tarō                           | 4. Juni 1903     |
| 4. Juni 1903  | Manuel Carlos Gonçalves Pereira              | Geschäftsträger                                                              | Francisco de Paula Rodrigues Alves   | Katsura Tarō                           | 30. März 1909    |
| 30. März 1909 | Manuel Carlos Gonçalves Pereira              |                                                                              | Afonso Pena                          | Katsura Tarō                           | Aug. 1911        |
| Aug. 1911     | Gustavo de Viana Kelsch                      | Geschäftsträger (* 25. August 1878 in Salvador; † 1944)                      | Hermes Rodrigues da Fonseca          | Katsura Tarō                           | Nov. 1913        |
| Nov. 1913     | José Francisco de Barros Pimentel            | Geschäftsträger                                                              | Hermes Rodrigues da Fonseca          | Yamamoto Gonnohyōe                     | Okt. 1915        |
| Okt. 1915     | Epaminondas Leite Chermont                   |                                                                              | Venceslau Brás Pereira Gomes         | Ōkuma Shigenobu                        | 7. Juli 1920     |
| 7. Juli 1920  | Godofredo de Bulhões                         | Geschäftsträger                                                              | Venceslau Brás Pereira Gomes         | Hara Takashi                           | 18. Sep. 1921    |
| 18. Sep. 1921 | Epaminondas Leite Chermont                   |                                                                              | Epitácio Lindolfo da Silva Pessoa    | Hara Takashi                           | 30. Dez. 1923    |
| Jan. 1924     | Godofredo de Bulhões                         | Geschäftsträger                                                              | Artur da Silva Bernardes             | Yamamoto Gonnohyōe                     | März 1925        |
| 2. Apr. 1925  | Rinaldo de Lima e Silva                      | Botschafter (* 4. Februar 1874 in Porto Alegre; † 2. August 1935 in Brüssel) | Artur da Silva Bernardes             | Katō Takaaki                           | 21. Sep. 1926    |
| 21. Sep. 1926 | Silvio Rangel de Castro                      | Geschäftsträger                                                              | Washington Luís Pereira de Sousa     | Wakatsuki Reijirō                      | 31. Mai 1927     |
| 31. Mai 1927  | Edmundo Machado Júnior                       | Geschäftsträger                                                              | Washington Luís Pereira de Sousa     | Tanaka Giichi                          | 27. Juli 1927    |
| 27. Juli 1927 | Antônio do Nascimento Feitosa                | (* 3. April 1870 in Minas Gerais; † 31. Juli 1942)                           | Washington Luís Pereira de Sousa     | Tanaka Giichi                          | 17. Dez. 1928    |
| 17. Dez. 1928 | Carlos Elias de Latorre Lisbôa               | Geschäftsträger                                                              | Washington Luís Pereira de Sousa     | Tanaka Giichi                          | 18. Juni 1929    |
| 18. Juni 1929 | Hipólito Pacheco Alves de Araújo             |                                                                              | Washington Luís Pereira de Sousa     | Hamaguchi Osachi                       | 19. Apr. 1931    |
| 19. Apr. 1931 | Carlos Elias de Latorre Lisbôa               | Geschäftsträger                                                              | Getúlio Vargas                       | Wakatsuki Reijirō                      | 8. Juni 1931     |
| 9. Juni 1931  | Sylvino Gurgel do Amaral                     |                                                                              | Getúlio Vargas                       | Wakatsuki Reijirō                      | Sep. 1934        |
| Sep. 1934     | Carlos Martins Pereira e Souza               |                                                                              | Getúlio Vargas                       | Okada Keisuke                          | Okt. 1935        |
| Okt. 1935     | Antônio Moreira de Abreu                     | Geschäftsträger                                                              | Getúlio Vargas                       | Okada Keisuke                          | 24. Nov. 1935    |
| 24. Nov. 1935 | Pedro Leáo Velloso                           |                                                                              | Getúlio Vargas                       | Okada Keisuke                          | 9. März 1939     |
| 9. März 1939  | Rui Pinheiro Guimarães                       | Geschäftsträger                                                              | Getúlio Vargas                       | Hiranuma Kiichirō                      | 24. März 1939    |
| 24. März 1939 | Frederico de Castel Branco Clark             | (* 25. Oktober 1887 in Parnaíba; † 1. Oktober 1971)                          | Getúlio Vargas                       | Hiranuma Kiichirō                      | 28. Jan. 1942    |
| Mai 1952      | Rui Pinheiro Guimarães                       | Geschäftsträger                                                              | Getúlio Vargas                       | Yoshida Shigeru                        | 12. Sep. 1952    |
| 12. Sep. 1952 | Julio Augusto Barosoa Carmeiro               |                                                                              | Getúlio Vargas                       | Yoshida Shigeru                        | 23. März 1955    |
| 23. März 1955 | Heitor Beatos Tigre                          | Geschäftsträger                                                              | Nereu Ramos                          | Hatoyama Ichirō                        | 18. Juni 1955    |
| 18. Juni 1955 | Arnaldo Leão Marques                         | Geschäftsträger (* 18. März 1916 in Recife)                                  | Nereu Ramos                          | Hatoyama Ichirō                        | 2. Sep. 1955     |
| 2. Sep. 1955  | Roberto Mendes Goncalves                     |                                                                              | Nereu Ramos                          | Hatoyama Ichirō                        | 6. Juni 1960     |
| 6. Juni 1960  | João Augusto de Araujo Castro                | Geschäftsträger                                                              | Juscelino Kubitschek                 | Ikeda Hayato                           | 28. Dez. 1960    |
| 28. Dez. 1960 | Décio Honorato de Moura                      |                                                                              | Juscelino Kubitschek                 | Ikeda Hayato                           | 22. Nov. 1963    |
| 22. Nov. 1963 | Murillo Gurgel Valente                       | Geschäftsträger                                                              | João Goulart                         | Ikeda Hayato                           | 6. März 1964     |
| 6. März 1964  | João Babtiste Pinheiro                       |                                                                              | João Goulart                         | Ikeda Hayato                           | 6. Mai 1965      |
| 6. Mai 1965   | Álvaro Teixeira Soares                       | (* 10. Oktober 1903 in Rio de Janeiro; † 28. März 1988)                      | Humberto Castelo Branco              | Satō Eisaku                            | 9. Okt. 1968     |
| 9. Okt. 1968  | Oscar Sotto Major Lorenz Fernandez           | Geschäftsträger                                                              | Artur da Costa e Silva               | Satō Eisaku                            | 7. Jan. 1968     |
| 7. Jan. 1969  | Geraldo de Carvalho Silos                    |                                                                              | Artur da Costa e Silva               | Satō Eisaku                            | 28. Mai 1971     |
| 28. Mai 1971  | Nestor Luis Fernandes Barros dos Santos Lima | Geschäftsträger                                                              | Emílio Garrastazu Médici             | Satō Eisaku                            | 22. Okt. 1971    |
| 22. Okt. 1971 | Paulo Leão de Moura                          |                                                                              | Emílio Garrastazu Médici             | Satō Eisaku                            | 30. Sep. 1974    |
| 30. Sep. 1974 | Paulo da Costa Franco                        | Geschäftsträger                                                              | Ernesto Geisel                       | Tanaka Kakuei                          | 27. Dez. 1974    |
| 27. Dez. 1974 | Hélio de Burgos Cabal                        |                                                                              | Ernesto Geisel                       | Miki Takeo                             | 13. Juli 1977    |
| 13. Juli 1977 | Jorge Pires de Rio                           | Geschäftsträger                                                              | Ernesto Geisel                       | Fukuda Takeo                           | 5. Sep. 1977     |
| 5. Sep. 1977  | Ronaldo Costa                                |                                                                              | Ernesto Geisel                       | Fukuda Takeo                           | 2. Okt. 1982     |
| 2. Okt. 1982  | Jorge Pires de Rio                           | Geschäftsträger                                                              | João Baptista de Oliveira Figueiredo | Suzuki Zenkō                           | 19. Jan. 1983    |
| 19. Jan. 1983 | Luiz Paulo Lindenberg Sette                  |                                                                              | João Baptista de Oliveira Figueiredo | Nakasone Yasuhiro                      | 29. Dez. 1986    |
| 29. Dez. 1986 | Jorge Pires de Rio                           | Geschäftsträger                                                              | José Sarney                          | Nakasone Yasuhiro                      | 23. Mai 1987     |
| 23. Mai 1987  | Carlos Antônio Bettencourt Bueno             | [ 2 ]                                                                        | José Sarney                          | Nakasone Yasuhiro                      | Juni 1991        |
| 12. Juni 1991 | Carlos Luiz Coutinho Peres                   |                                                                              | Fernando Collor de Mello             | Miyazawa Kiichi                        |                  |
| 24. März 1993 | Paulo Cardoso de Oliveira Pires do Rio       |                                                                              | Itamar Franco                        | Hosokawa Morihiro                      |                  |
| 24. Nov. 1995 | Fernando Guimarães Reis                      |                                                                              | Fernando Henrique Cardoso            | Murayama Tomiichi                      |                  |
| 8. Mai 2001   | Ivan Oliveira Cannabrava                     |                                                                              | Fernando Henrique Cardoso            | Koizumi Jun’ichirō                     |                  |
| 28. Juni 2005 | André Mattoso Maia Amado                     |                                                                              | Luiz Inácio Lula da Silva            | Koizumi Jun’ichirō                     |                  |
| 18. Juni 2008 | Luiz Augusto de Castro Neves                 |                                                                              | Luiz Inácio Lula da Silva            | Asō Tarō                               |                  |
| 6. Juli 2010  | Marcos Bezerra Abbott Galvão                 |                                                                              | Luiz Inácio Lula da Silva            | Kan Naoto                              |                  |
| 21. Aug. 2013 | André Corrêa do Lago                         | [ 3 ] [ 4 ]                                                                  | Dilma Rousseff                       | Shinzō Abe                             | 2018             |
| ?             |                                              |                                                                              |                                      |                                        |                  |
| Juli 2022     | Octávio Henrique Dias Garcia Côrtes          | (* 13. Dezember 1959 in Rio de Janeiro)                                      | Jair Bolsonaro                       | Fumio Kishida                          |                  |